# Plaxiphora mercatoris
Plaxiphora mercatoris är en blötdjursart som beskrevs av Eugène Leloup 1936. Plaxiphora mercatoris ingår i släktet Plaxiphora och familjen Mopaliidae. Inga underarter finns listade i Catalogue of Life.